# XII Alfonso
 (avril 2012).
Si vous disposez d'ouvrages ou d'articles de référence ou si vous connaissez des sites web de qualité traitant du thème abordé ici, merci de compléter l'article en donnant les références utiles à sa vérifiabilité et en les liant à la section « Notes et références ».
XII Alfonso est un groupe de rock progressif français, originaire de Bordeaux, en Gironde. Formé en 1988, il est constitué à cette période de François Claerhout (claviers, ingénieur du son), Philippe Claerhout (guitares), Stéphane Merlin (claviers) et Laurent Sindicq (basse), puis quelques années après de Caroline Lafue (chant), Thierry Moreno (batterie, percussions), Michael Geyre (piano, accordéon) et la parolière Laure Oltra.

## Biographie

### Formation et débuts (1988–1995)
Entre 1988 et 1992, les membres du groupe composent beaucoup de musique instrumentale dont un album-concept sur Marco Polo (inédit à ce jour). Mais c’est en 1993 qu’ils sortent leur premier single (auto-produit) Costa Brava Coast, dont un des titres aura l’honneur inespéré d’être diffusé par Richard Bohringer dans son émission de radio C’est beau une ville la nuit.
Le groupe voyage beaucoup, et lors d’un séjour vers l’Écosse, il s’arrête dans la ville de Haltwhistle, au nord de l’Angleterre, pour visiter les ruines du mur d'Hadrien. Après avoir discuté un soir avec le directeur d’un bed and breakfast, le groupe lui fait écouter le CD single Costa Brava Coast qui contient 4 titres dont Le Mur d’Hadrien dédié à cette contrée et à son histoire. Le propriétaire est attiré ; le fait qu’un groupe étranger ait écrit une musique sur sa région, le Northumberland, l’émeut et de fil en aiguille le groupe et lui conçoivent l’idée d’un projet musical plus étoffé sur le même thème.
Quelques semaines après leur retour en France, Thierry Moreno (batteur), ami de Philippe depuis de nombreuses années, est invité à les rejoindre pour enregistrer quelques titres. Lors d’une soirée « les 12 », comme tout le monde les nomme, rencontrent Caroline Lafue, une jeune chanteuse. Le groupe lui fait écouter une partie des démos. Tout le monde est unanime : sa voix colle parfaitement aux futures chansons, elle est donc intégrée au groupe. Cependant, quelques semaines après avoir eu la chance d’être signés sur le label indépendant Musea et donc juste avant la sortie du disque, Laurent Sindicq et Stéphane Merlin quittent le groupe pour raisons professionnelles.

### The Lost Frontier(1996–1997)
Au printemps 1996, après un an de travail dans leur home studio, leur premier album est publié sous le titre de The Lost Frontier. Il s'agit d'un album-concept aux influences celtiques. Il se vend à plus de 5 000 exemplaires, chose rare pour un premier disque et pour un groupe inconnu[réf. nécessaire]. Cet album fait participer les quatre même musiciens, accompagnés de Caroline Lafue au chant sur trois chansons dont les textes sont signés par Laure Oltra (l’épouse de François) mais aussi Mickey Simmonds ; claviers (Mike Oldfield, Fish, Camel, Paul Young), Dan Ar Braz; guitare, Thierry Moreno; batterie et percussions, Thierry Volto ; caisse claire, Laurent Dupont ; basse, et Caroline Monteil ; flûte.
Un an après, en mai 1997, le groupe composé de François et Philippe Claerhout, Caroline Lafue, Thierry Moreno et Mickey Simmonds (juste avant que ce dernier ne commence les répétitions de la nouvelle tournée internationale de Fish, the Sunsets on Empire Tour, est invité à jouer dans la ville de Haltwhistle pour trois représentations. La même année une cassette vidéo sur la région du Northumberland est éditée avec la musique de The Lost Frontier des XII Alfonso. Les instigateurs de ce projet Mr. Hartnell et David Taylor demandent au groupe de revenir à Haltwhistle car la télévision locale ITV aimerait faire un reportage sur ce groupe de musiciens français qui s’intéresse à cette région et faire la promotion de la vidéo[réf. nécessaire]. C’est ainsi que François et Philippe Claerhout, Thierry Moreno et Guillaume Sindicq (autre ami du groupe et traducteur des textes des chansons…) montent dans le nord de l’Angleterre pour tourner un clip et donner une interview ; encore une occasion de faire quelque chose de nouveau et différent[réf. nécessaire].
Le 8 novembre 1997, à l’initiative de la maison de disques et de l’Association Prog’ la Vie, les XII Alfonso sont à l’affiche au théâtre Dunois, à Paris (pour la première fois) avec un autre groupe bordelais Minimum Vital (également chez Musea), pour une soirée bordelaise. Le groupe est presque identique à celui d’Haltwhistle, à l’exception près de Mickey Simmonds qui est remplacé par Michael Geyre (ce dernier trouvera rapidement et naturellement sa place au sein du groupe en tant que pianiste, accordéoniste mais aussi compositeur) ; Thierry Volto déjà présent sur le disque The Lost Frontier, est également appelé en renfort pour des parties claviers. Jean-Luc Payssan de Minimum Vital rejoindra le groupe sur scène à la guitare pour le titre acoustique Lazy Day In Haltwhistle[réf. nécessaire]. Le concert est encore une fois particulièrement bien accueilli par le public[réf. nécessaire].

### Odyssées(1998–1999)
De retour à Bordeaux, le groupe commence à travailler sur un nouveau projet, mais ayant pris goût aux concerts, les musiciens sautent sur l’occasion d’une invitation lancée par les responsables du festival Baja Prog, dans la ville de Mexicali (à la frontière du Mexique et des États-Unis), pour s’y produire. À l’affiche avec des formations plus confirmées, les musiciens du groupe savent qu’ils doivent se démarquer en favorisant le côté émotionnel de leur musique, aucun d’entre eux ne pouvant rivaliser techniquement, à l’exception de Lionel Fortin (remplaçant de Michael Geyre, indisponible), pianiste de jazz ayant joué entre autres avec Michel Jonasz. Au bout du compte, ce qui aurait pu être un handicap va devenir l’atout majeur du groupe ; se démarquer avec sensibilité, jouer avec les silences et valoriser la voix de Caroline Lafue.
Une fois encore le public fut enthousiaste ; il se lance dans une standing ovation de 5 minutes, chose rarement vue autant par le groupe que par les responsables du festival. Deux titres de cette prestation sont inclus sur l’album Baja Prog (Live in Mexico 1998) et d’autres titres seront compris dans l’album This is (sorti en 2003), couplés avec une autre prestation du groupe à la salle du Pin Galant à Mérignac, près de Bordeaux, en octobre 1998. Avant de quitter le Mexique, au cours d’une fête orchestrée par Alfonso Vidales, directeur du Baja Prog et musicien du groupe Mexicain Cast, un enregistrement est effectué avec tous les groupes présents lors du festival. Ce titre sortira uniquement en cassette audio sous le titre Baja Prog Theme.
De retour en France, le groupe attaque le nouvel album mais cela se fera sans Caroline Lafue, qui a décidé de partir. En décembre 1999, après presque un an de travail, le groupe sort son nouvel opus ; il s’appelle Odyssées. On y retrouve les fidèles comme Mickey Simmonds et Dan Ar Braz mais aussi Sandrine Rougé sur la chanson Où vont les amants et d’autres invités comme le chanteur et acteur Antoine Tomé en duo avec Judith Robert sur le titre éponyme Odyssées, ainsi que Thierry et Jean-Luc Payssan du groupe Minimum Vital pour une pièce musicale du XVe siècle En Castille (enregistrée lors du concert à la salle du Pin Galant à Mérignac en octobre 1998).
De nouveaux concerts sont en vue, en cette année 1999. On retrouve les XII Alfonso sur scène au Club "Le Thelonious" à Bordeaux et surtout à la 1re édition du festival Rock Progressif de Royan avec une nouvelle chanteuse pour l'occasion Edit Lesburgueres.

### Le Chant des pierres(2000–2001)
Avec l'aide de Pascal Raux (chercheur érudit du Paléolithique), François Claerhout, son frère Philippe, Thierry Moreno et Michael Geyre enregistrent à nouveau de la musique mais cette fois ci dans une grotte du Sud Ouest de la France, avec des instruments naturels comme des stalactites et stalagmites mais aussi des répliques d’instruments joués il y a des milliers d’années. L’album voit le jour à l’été 2001, non pas sous le nom des XII Alfonso mais sous le nom Le Chant des pierres. On peut aussi retrouver cette musique servant de bande sonore dans la réplique de la grotte d’Altamira près de Santander en Espagne. On pouvait entendre les prémices de cet album sur Odyssées avec le titre Lithophonia qui vient d’une autre session faite quelques mois avant dans cette même grotte, avec la participation de Philippe Rougé ami du groupe.

### Période Monet (2002–2003)
François Claerhout, depuis quelques années, lit et fait des recherches sur le travail du peintre impressionniste Claude Monet. Peu à peu, il souhaite écrire un ouvrage sur le peintre. L’artiste, l’homme le touche et tout en écrivant son livre (qui sortira en 2005 aux éditions Thot - Expert sous le nom de Claude Monet, l’œil et le monde – les Années à Giverny : 1883–1926), il commence à composer quelques titres. Philippe de son côté a accumulé un certain nombre de pièces de guitare. L’idée de sortir un album solo l’intéresse mais faire un album sur Monet est une idée beaucoup plus originale. Quelques mois passent et l’album Claude Monet n’est plus un seul album, une trilogie s’impose.
Le premier volume voit le jour début 2002 Claude Monet vol.1: 1883–1889. L'objet est présenté dans une superbe pochette cartonnée, avec un livret de 52 pages magnifiquement illustré par deux jeunes artistes bordelais Claire Guiral et Philippe Poirier. Toujours des invités de marque ; Ian Bairnson (guitariste d’Alan Parsons, Kate Bush), Bévinda (chanteuse franco-portugaise) qui chante sur trois chansons dont Je vous écrivais. On peut reconnaître la musique de la chanson chantée par Lucienne Delyle en 1945 Mon amant de Saint-Jean. C’est Laure Oltra qui réécrira les paroles pour que celles-ci soient plus en adéquation avec la vie de Monet. Sur l’album on peut aussi trouver l’actrice Catherine Alcover, invitée sur deux chansons. Un autre acteur, Claude Aufaure, participera à l’enregistrement. Celui-ci prête sa voix pour faire parler ou plutôt penser Monet tout au long des albums.
En 2003, après un gros travail de mixage de la part de François Claerhout et pour faire patienter les fans, le groupe sort son disque live, intitulé This Is. En juillet 2003 un artiste japonais, après avoir découvert le titre Eclipse de l’album Odyssées, réclame les XII Alfonso pour la partie musicale, à l’occasion de son exposition et d’une remise de prix organisée par une association franco-japonaise à des artistes des deux nationalités. La cérémonie se fera dans une des salles du prestigieux carrousel du musée du Louvre de Paris. Cette requête inattendue fournit aux XII Alfonso l’occasion de jouer en concert pour la première fois depuis 4 ans mais en équipe réduite cette fois-ci ; ils joueront à 4 (François, Philippe, Thierry, Michael) avec un invité sur quelques titres, Arnaud Toussaint.

### Rencontres et livres (2003–2008)
À la fin 2003, Thierry Moreno fait la connaissance de Ronnie Caryl, ami et guitariste de Phil Collins, qui habite en Charente Maritime depuis une quinzaine années.
En avril 2004, juste avant que celui-ci ne parte en répétitions pour la dernière tournée mondiale de Collins, Thierry et Philippe (respectivement à la batterie et à la basse) ont l’occasion d’accompagner Ronnie Caryl (guitare, chant) lors du festival Beatles Day, qui a lieu à Bordeaux. Ce concert célèbre les 100 ans de l’entente cordiale entre la France et l’Angleterre et rend hommage aux Beatles. C’est le début d’une nouvelle aventure musicale pour Thierry et Philippe, même si ce dernier sera forcé d’arrêter pour des problèmes de santé résolus. Thierry, quant à lui, poursuit l’aventure au fil des ans en parallèle de celle des XII Alfonso.
Le retour des XII Alfonso se fait en novembre 2005 avec le deuxième volume consacré à Claude Monet qui sort sous le format très classe d’un digipack, toujours avec un livret de 50 pages Claude Monet vol. 2: 1889–1904. Pour une fois l’album ne contient aucune chanson, juste de la musique. Bien sûr François et Philippe Claerhout ont écrit pratiquement tous les titres mais, ayant plus de temps, Michael Geyre cosigne une bonne partie des musiques et des arrangements. De nouveau Mickey Simmonds est impliqué ; il signe et joue sur le titre Les Archipels Illusoires. Cependant, aucune performance en public ne s’offre aux « 12 » sauf en juin 2007 lors du mariage de Philippe Claerhout ou son Frère François, Thierry Moreno et Michael Geyre se sont retrouvés à rejouer ensemble quelques titres en acoustique en compagnie d'Arnaud Toussaint et surtout d’un des anciens membres du groupe (et Témoin du Marié) Laurent Sindicq.
François quant à lui n’est pas en reste car aux cours de ses multiples voyages à travers le monde, il découvre le Mali et le peuple Dogon. Après celui sur Claude Monet, l’envie d’écrire un livre est là aussi très forte. Avec des amis photographes Claude Cathala et William Sanz, ils décident de concrétiser et publier l’ouvrage, qui s’attache à retranscrire et à fixer par l’écrit et l’image une tradition jusqu’ici orale, avant qu’elle ne disparaisse inexorablement. Cela s’est fait avec l’accord mais aussi à la demande des habitants du village de Songho avec lesquels François a tissé des liens très forts. Une grosse partie des droits est reversée au village de Songho tandis que le reste sert à payer la fabrication du livre entièrement fait en papier recyclé. Le livre cherche toujours un éditeur mais il se vend au village de Songho au Mali depuis le début de l’année 2008 ainsi qu’au fil des différentes expositions que les auteurs organisent avec le concours des bibliothèques de la région bordelaise, sous le nom de Songho – Dogon des trois collines.

### Continuité (2009–2014)
Côté musique, les XII Alfonso écrivent et enregistrent. C’est ainsi qu'un nouvel album, intitulé Under, est sorti en janvier 2009, toujours chez Musea, en attendant le 3e et dernier volet de la biographie musicale consacrée à Claude Monet ; aucune date de sortie n’est annoncée pour le moment mais beaucoup de projets sont en cours et mûrissent progressivement.
De retour sur scène le 7 mars 2009 à Bordeaux en première partie du groupe Gens de la Lune de Francis Décamps (ex-Ange). Tous les quatre (François, Philippe, Thierry et Michael) accompagné du bassiste Dominique Caubet donnent un concert uniquement musical, jouant quelques titres des anciens albums comme Mist, un medley de Hadrian's Wall Overture avec Lazy Day In Haltwhistle et Another Day in Haltwhistle, Anthem de l’album The Lost Frontier, Eclipse d’Odyssée, Un jardin qui ne ressemble à rien, Des saisons sur les toiles, Les Cathédrales Immergées et L'Œil Cannibale de la trilogie de Claude Monet et surtout un extrait du dernier album en date Under le titre Under Dream (Part 2).

### Charles DarwinetDjenné(depuis 2015)
Depuis juin 2009, le groupe se retrouve en studio pour travailler sur un nouvel opus intitulé Charles Darwin. Plus de cinquante titres sont en préparation dont une bonne vingtaine de chansons. Plusieurs amis ont répondu présent comme Mickey Simmonds et Ronnie Caryl. Le groupe contacte et invite des musiciens de tout horizon, tels que Elliott Murphy, Amy Keys, Francis Dunnery, Ian Bairnson, David Paton, Kate Bush), Tim Renwick, John Helliwell, Terry Oldfield, Ton Scherpenzeel, Raphael Ravenscroft, Maggie Reilly, Robin Boult et Alistair Gordon. Totalement différent des derniers albums, ce projet met en musique la vie de Charles Darwin. Les compositions et les chansons se basent sur son autobiographie et sur ses concepts scientifiques traduits en langage musical : la descente avec modification, la lutte pour la survie des espèces etc. Les XII Alfonso espèrent que « le coffret (3 albums dans un digipack + livret 76 pages) » sortira dans l’année 2011.
Charles Darwin est publié en mars 2012. Il aura fallu plus de deux ans et demi de travail. Musicalement, il est le plus abouti avec 22 chansons et 28 instrumentaux, qui accompagnent l'auditeur tout au long de la vie de Charles Darwin, de sa naissance à sa mort,,. Il s'agit d'une biographie musicale, d'un carnet de voyage à voir, à lire et à entendre. Thierry Moreno a composé presque toutes les lignes mélodiques des chansons. Durant sa dernière année, il a pu enregistrer la batterie sur 22 titres, dans le studio bordelais de Rémy Fardègues. Thierry Moreno a travaillé sur le mixage de l'album.
En 2016, le groupe sort un nouvel album intitulé Djenné,.

## Membres

### Membres actuels
- François Claerhout - claviers, percussions, ingénierie-son (depuis 1988)
- Philippe Claerhout - guitare, claviers, basse (depuis 1988)
- Laure Oltra - auteur (depuis 1995)
- Thierry Moreno - batterie, percussions, voix (depuis 1995)
- Michael Geyre - piano, claviers, accordéon (depuis 1998)
- Stéphane Ducassé - flûte (depuis 2009)

### Anciens membres
- Stéphane Merlin - claviers (1988-1996)
- Laurent Sindicq - basse (1988-1995)
- Caroline Lafue - chant (1995-1998)

### Musiciens invités
- Mickey Simmonds - piano, claviers (The Lost Frontier, concerts 1997 UK Tour, Odyssées, Claude Monet vol. 2)
- Dan Ar Braz - guitare (The Lost Frontier, Odyssées)
- Ian Bairnson - guitare (Claude Monet vol. 1)
- Antoine Tomé - chant (Odyssées)
- Bévinda Ferreire - chant (Claude Monet vol. 1)
- Catherine Alcover - chant (Claude Monet vol. 1)
- Claude Aufaure - voix (Claude Monet vol. 1 et 2)
- Edit Lesburguères - chant (concerts 1999)
- Thierry Volto - caisse claire (The Lost Frontier, concert 1998)
- Laurent Dupont - basse (The Lost Frontier)
- Bernard Auzerol - basse (The Lost Frontier)
- Caroline Monteil - flûte (The Lost Frontier)
- Lionel Fortin - piano, clavier (concerts 1998, This is)
- Judith Robert - chant (Odyssées)
- Sandrine Rougé - chant (Odyssées, concerts 1998)
- Philippe Rougé - percussions, flûte (Odyssées, Le Chant des pierres)
- Thierry Payssan - clavier (concerts 1998, Odyssées, This is)
- Jean Luc Payssan - guitare, Theorbe (concerts 1998, Odyssées, This is)
- Stéphane Rolland - guitare (Odyssées, Claude Monet vol. 1 et 2)
- Julio Presas - chant, guitare, basse (Odyssées)
- Tito Correa - auteur (Odyssées)
- Anne-Laure Meladech - harpe (Claude Monet vol. 1)
- Philippe Poirier - percussions (Claude Monet vol. 1)
- Arnaud Toussaint - guitare (concert 2003, Claude Monet vol. 2)
- Joon Claudio - flûte (Le Chant des pierres, Claude Monet vol. 1 et 2)
- Jean-Luc Treutenaer - guitare (Claude Monet vol. 1)
- Lionel Gibaudan - basse (concerts 1998, Odyssées, This is)
- Stephane Barincourt - guitare (concerts 1997, 1998, 1999, Odyssées, This is)
- Gaëlle Gaïdo - boite musicale (Under)
- Dominique Caubet - basse (Under, concert 2009)
- Fabien Lo Cicero - basse (Under)